# Hecq
Hecq és un municipi francès, situat a la regió dels Alts de França, al departament del Nord. L'any 2006 tenia 327 habitants.

## Demografia
| 1962                                       | 1968 | 1975 | 1982 | 1990 | 1999 |
| ------------------------------------------ | ---- | ---- | ---- | ---- | ---- |
| 237                                        | 242  | 228  | 187  | 259  | 270  |
| Des de 1962: població sense dobles comptes |      |      |      |      |      |

## Administració
| Període   | Identitat        | Partit |
| --------- | ---------------- | ------ |
| 2001-2008 | Louis D'Haussy   |        |
| 2008-     | Jean-Luc Neumann |        |